# 숙수 (사람)
숙수(叔壽, ? ~ 25년)는 현한 ~ 후한 초기의 군인으로, 영천군 사람이다.

## 행적
요기·단건(段建)·좌륭(左隆)과 함께 같은 군 사람 풍이의 천거를 받아, 당시 현한의 사례교위였던 광무제에게 임용되어 낙양으로 갔다.
건무 원년(25년) 12월, 파로대장군(破虜大將軍) 숙수는 곡량(曲梁)에서 오교(五校)와 싸우다 죽었다.